# バイソン木村
バイソン木村（バイソンきむら、1967年3月9日 - ）は、日本の元女子プロレスラー。本名：木村 伸子（きむら のぶこ）。

## 経歴・戦歴
1985年に高校を卒業後、半年間OLを経験した後、全日本女子プロレスのオーディションを受け合格。同期にアジャコング・KAORU・神谷美織・工藤めぐみ・コンバット豊田・高橋美華らがおり、俗に『61年組』と呼ばれている。
1986年9月10日、茨城・古河市立体育館において、対大橋順子戦でデビュー戦を行い、その後、ダンプ松本率いる『極悪同盟』に加入、ヒールレスラーとなった。ヒールレスラーとして愛用した凶器はトンファーである。
ダンプ引退後、ブル中野が結成した『獄門党』に参加。1年先輩（同じ高校・同じ部活の1年後輩）であるグリズリー岩本と共にタッグチーム『アウトサイダース』を結成し、タッグチームとしても活躍する。
その後、ユニバーサル・プロレスの旗揚げに全日本女子プロレスがリングの貸し出しや選手の派遣等で協力した際、全女から派遣され試合を行ったことで、それまで女子プロレスを見たことが無かった男性ファンから注目を浴びるようになる。
同じくユニバーサルに出場したことで、男性ファンから人気が出ていたアジャと組みブル&グリズリーとの獄門党対決を行い勝利するが、これを機に獄門党を離脱。アジャと組み、ブル&井上京子との髪切りマッチで敗れ、リング上で坊主頭になったこともあった。自身とアジャの他、同期の神谷と高橋も共に『ジャングル・ジャック』に加入。WWWA世界タッグ王座やオールパシフィック王座に輝くが、1992年にアジャとのジャパングランプリ公式戦で負傷したことをきっかけに長期欠場した後、引退する。
その後、全女が東京ドームで興行を行った際、OGとしてのエキシビションマッチに出場した後、ジャガー横田・ライオネス飛鳥と共に『雷神隊（ライディーン・アレイ）』を結成し、本格的にカムバックするが低迷。『吉本女子プロレスJd'（現：JDスター女子プロレス）』が旗揚げされるに伴い、全女の了承を得た上で移籍。黎明期にはエースとして活躍するが、やがて2度目の引退を決意する。ジャガー相手に引退試合を行う予定だったが、引退直前の試合で負傷し試合が不可能となり、セレモニーのみで引退している。
現役引退後に結婚。

## 得意技
袈裟斬りチョップ
ムーンサルトプレス
トルネードスタープレス
ブリザードスープレックス
STF

## タイトル歴
- WWWA世界タッグ王座
- オールパシフィック王座
- 全日本タッグ王座

## テーマ曲
- We Let It Rock… You Let It Roll (Scorpions)

## テレビ出演
- ウッチャンナンチャンのやるならやらねば!（フジテレビ）